# Aramil
Aramil es una parroquia del concejo de Siero, en el Principado de Asturias (España). Alberga una población de 347 habitantes (INE 2011) en 173 viviendas. Ocupa una extensión de 1,83 km².
Está situada a 5 km de la capital, en la zona este del concejo. Limita al noroeste con la parroquia de Marcenado; al noroeste con la de Collado; al este con Feleches; y al sur y suroeste con Santa Eulalia de Vigil.

## Poblaciones
Según el nomenclátor de 2011 la parroquia está formada por las poblaciones de:
- La Barreona (lugar): 1 habitante.
- Castiello (El Castiellu en asturiano) (lugar): 6 habitantes.
- Cuartes (lugar): 20 habitantes.
- Pedraces (lugar): 84 habitantes.
- La Quintana (lugar): 26 habitantes.
- Rebollada (La Rebollá) (lugar): 34 habitantes.
- El Rincón (lugar): 8 habitantes.
- San Roque (lugar): 129 habitantes.
- Tabladiello (lugar): 39 habitantes.

No aparecen en el nomenclátor los lugares de Aramil de Arriba, donde se localiza la nueva iglesia parroquial, ni Aramil de Abajo, donde se levanta aislada la primitiva iglesia románica de San Esteban de Aramil.